# Brian McLaughlin (Skirennläufer)
Brian McLaughlin (* 24. Juni 1993 in Topsfield, Massachusetts) ist ein US-amerikanischer Skirennläufer.

## Biografie
Der Allrounder mit Schwerpunkt Riesenslalom ist Mitglied des Dartmouth Ski Team. Am 3. Dezember 2017 gab er beim Riesenslalom in Beaver Creek (Vereinigte Staaten) sein Debüt im Weltcup. Ein Jahr später wurde er an selber Stelle 18. und holte damit seine ersten Punkte im Weltcup.

## Erfolge

### Weltmeisterschaften
- Courchevel/Méribel 2023: 20. Riesenslalom, 30. Parallelrennen

### Weltcup
- 2 Platzierungen unter den besten 20

### Weltcupwertungen
| Saison  | Gesamt | Gesamt | Riesenslalom | Riesenslalom |
| Saison  | Platz  | Punkte | Platz        | Punkte       |
| ------- | ------ | ------ | ------------ | ------------ |
| 2018/19 | 123.   | 17     | 42.          | 17           |
| 2021/22 | 155.   | 2      | 59.          | 2            |
| 2022/23 | 121.   | 20     | 40.          | 20           |

### Nor-Am Cup
- Saison 2017/18: 1. Riesenslalomwertung
- Saison 2018/19: 2. Riesenslalomwertung
- 9 Podestplätze, davon 4 Siege

| Datum             | Ort            | Land   | Disziplin    |
| ----------------- | -------------- | ------ | ------------ |
| 12. Dezember 2017 | Panorama       | Kanada | Riesenslalom |
| 12. März 2018     | Kimberley      | Kanada | Riesenslalom |
| 13. März 2018     | Kimberley      | Kanada | Riesenslalom |
| 27. Februar 2023  | Mont-Tremblant | Kanada | Riesenslalom |

### Europacup
- 1 Sieg:

| Datum            | Ort   | Land    | Disziplin    |
| ---------------- | ----- | ------- | ------------ |
| 2. Dezember 2021 | Zinal | Schweiz | Riesenslalom |

### Juniorenweltmeisterschaften
- Jasná 2014: 16. Abfahrt

### Weitere Erfolge
- 1 Sieg im South American Cup
- 8 Siege in FIS-Rennen